# Marie-Rose Kasa-Vubu Kiatazabu
 (juin 2023).
La mise en forme du texte ne suit pas les recommandations de Wikipédia : il faut le « wikifier ».
Les points d'amélioration suivants sont les cas les plus fréquents. Le détail des points à revoir est peut-être précisé sur la page de discussion.
- Les titres sont pré-formatés par le logiciel. Ils ne sont ni en capitales, ni en gras.
- Le texte ne doit pas être écrit en capitales (les noms de famille non plus), ni en gras, ni en italique, ni en « petit »…
- Le gras n'est utilisé que pour surligner le titre de l'article dans l'introduction, une seule fois.
- L'italique est rarement utilisé : mots en langue étrangère, titres d'œuvres, noms de bateaux, etc.
- Les citations ne sont pas en italique mais en corps de texte normal. Elles sont entourées par des guillemets français : « et ».
- Les listes à puces sont à éviter, des paragraphes rédigés étant largement préférés. Les tableaux sont à réserver à la présentation de données structurées (résultats, etc.).
- Les appels de note de bas de page (petits chiffres en exposant, introduits par l'outil «  Source ») sont à placer entre la fin de phrase et le point final[comme ça].
- Les liens internes (vers d'autres articles de Wikipédia) sont à choisir avec parcimonie. Créez des liens vers des articles approfondissant le sujet. Les termes génériques sans rapport avec le sujet sont à éviter, ainsi que les répétitions de liens vers un même terme.
- Les liens externes sont à placer uniquement dans une section « Liens externes », à la fin de l'article. Ces liens sont à choisir avec parcimonie suivant les règles définies. Si un lien sert de source à l'article, son insertion dans le texte est à faire par les notes de bas de page.
- La présentation des références doit suivre les conventions bibliographiques. Il est recommandé d'utiliser les modèles {{Ouvrage}}, {{Chapitre}}, {{Article}}, {{Lien web}} et/ou {{Bibliographie}}. Le mode d'édition visuel peut mettre en forme automatiquement les références.
- Insérer une infobox (cadre d'informations à droite) n'est pas obligatoire pour parachever la mise en page.

Pour une aide détaillée, merci de consulter Aide:Wikification.
Si vous pensez que ces points ont été résolus, vous pouvez retirer ce bandeau et améliorer la mise en forme d'un autre article.
Pour les articles homonymes, voir Kasa-Vubu.
Marie-Rose Kasa-Vubu Kiatazabu, née Marie-Rose Kasa-Vubu Kukana le 27 mars 1945 à Léopoldville, est une femme politique congolaise, « Princesse Kiku du Mayombe ». Fondatrice du parti politique l'Organisation politique des kasavubistes et alliés (OPEKA), elle est le deuxième enfant de Joseph Kasa-Vubu et de Hortense Ngoma Massunda , premier président de la république démocratique du Congo. Elle est successivement bourgmestre des communes de la Gombe, Masina et Limete, dans la ville de Kinshasa, jusqu'à son entrée au parlement en 1977 où elle est aussi présidente du groupe parlementaire chargée de l'environnement.

## Biographie
Marie-Rose Kasa-Vubu Kiatazabu, née à Kinshasa, est originaire du Mayombe, dans la province du Kongo central en république démocratique du Congo.
Après les études primaires dans les écoles catholiques à Kinshasa, Brazzaville, Belgique et la Suisse, elle obtient un diplôme de secrétariat de direction en Suisse puis un diplôme de littérature française co-habilité par les universités de Gstaad en Suisse et Nancy en France.
Elle a travaillé comme secrétaire de direction aux côtés de son père, Joseph Kasa-Vubu, le premier président de la République démocratique du Congo.

## Carrière politique
Après le coup d’État de Mobutu en 1965 et l'instauration du parti politique unique en république démocratique du Congo, Marie-Rose Kasa-Vubu Kiatazabu a participé à la vie politique au sein du parti unique, le MPR, entre 1972 et 1990. Elle fut bourgmestre de la commune de la Gombe (1971-1974). Parmi les anciens élus bourgmestres de cette commune, il faut noter Catherine Nzuzi Wa Mbombo(1968-1970), Albert-Joseph Kasongo Wa Kapinga (1982-1988). Entre 1974 et 1990, elle occupera successivement les postes suivants :
- Bourgmestre de la commune de Masina
- Bourgmestre de la commune de Limete
- Député et présidente du groupe parlementaire chargé de l'environnement entre 1977 et 1982
- Membre du Comité Central du parti unique le MPR entre 1980 et 1990
- Député au parlement de transition démocratique entre 2003 et 2006

En 2005, en vue des élections présidentielles libres, elle crée son parti politique l'Organisation Politique des Kasavubistes et Alliés (OPEKA), qui lui permet de se présenter aux élections législatives pour la ville de Kinshasa en 2006, puis dans le Mayombe, province du Kongo central pour le secteur du Bas-Fleuve. C'est sa fille Carole Kiatazabu Itambo qui assure actuellement la présidence de l'OPEKA.

## Vie personnelle
Marie-Rose Kasa-Vubu Kiatazabu est mariée à Paul Henry de Buck Kiatazabu, originaire du Mayombe et, ensemble, ils ont 5 enfants :
- Hortense Kiatazabu Muamba, née en 1968
- Christian de Buck Kiatazabu, né en 1970
- Carole Kiatazabu Itambo, née en 1971
- Kiengo Kiatazabu, né en 1973
- Kiku Kiatazabu, né en 1977